# لاکهید مارتین وی‌اچ-۷۱ کسترل
لاکهید مارتین وی‌اچ-۷۱ کسترل (به انگلیسی: Lockheed Martin VH-71 Kestrel) یک هواگرد ساختِ کارخانهٔ لاکهید مارتین در کشور ایالات متحده آمریکا است. نخستین استفاده‌کنندهٔ این هواگرد نیروی تفنگداران دریایی ایالات متحده آمریکا بوده‌است. این هواگرد برای نخستین بار در ۳ ژوئیه ۲۰۰۷ میلادی مورد استفاده قرار گرفت.